# O. Henry

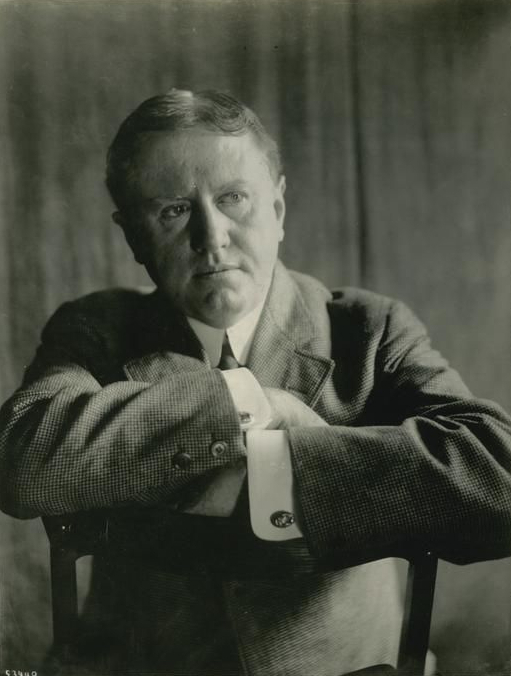
O. Henry (przed 1919 r.)

O. Henry, właściwie William Sydney Porter (ur. 11 września 1862, zm. 5 czerwca 1910) – amerykański pisarz, autor humorystycznych opowiadań, zwykle o zaskakującym zakończeniu.
Mówi się, że pseudonim O. Henry’ego pochodzi z czasów pobytu w więzieniu, w którym spędził trzy lata za defraudację (wyszedł na wolność 24 lipca 1901). Podobno jeden ze strażników nazywał się Orrin Henry.
Po opuszczeniu więzienia O. Henry rozpoczął karierę pisarską, osiedliwszy się w Nowym Jorku. Wiele jego opowiadań rozgrywa się w czasach mu współczesnych w Nowym Jorku. Autor wykazywał wielkie przywiązanie do tego miasta, nazywając je Bagdad-on-the-Subway (Bagdadem nad Podziemną Koleją).
Opisywane postacie to tak zwani „zwykli ludzie” – urzędnicy, policjanci, kelnerki... Jedno z opowiadań, The Four Million (Cztery miliony), rozpoczyna się następująco: Ktoś rzucił stwierdzenie, że w Nowym Jorku znalazłoby się jedynie 400 osób wartych uwagi. Ale zjawił się ktoś mądrzejszy – urzędnik od spisu powszechnego – i jego szersza ocena ludzkich zainteresowań była bardziej istotna dla przedstawienia „historyjek” czterech milionów ludzi.
Fabuła najbardziej znanego opowiadania O. Henry’ego, The Gift of the Magi („Mirra, kadzidło i złoto”), opisuje parę młodych ludzi, Jima i Dellę, pragnących obdarować się nawzajem czymś szczególnym na Boże Narodzenie. Bez wiedzy Jima, Della sprzedaje najcenniejszą posiadaną przez siebie rzecz – piękne włosy – aby móc kupić Jimowi platynowy łańcuszek do zegarka. Jim zaś, bez wiedzy Delli, sprzedaje swoją najwartościowszą rzecz – zegarek – aby kupić Delli ozdobione drogimi kamieniami grzebienie do włosów...
Inne opowiadanie, The Ransom of the Red Chief („Okup wodza czerwonoskórych”), opisuje porwanie przez dwóch mężczyzn dziesięcioletniego chłopca dla okupu. Chłopiec okazuje się tak nieznośny, że porywacze w rezultacie płacą jego ojcu 250 dolarów, aby tylko go od nich zabrał.
O. Henry powiedział: Wszystko ma swoją opowieść. Moje najlepsze opowiadania dostałem od ławek parkowych, lamp ulicznych i stoisk z gazetami.
Na podstawie scenariusza O. Henry'ego powstał radziecki film Wielki czarodziej.
Nagroda O. Henry’ego jest przyznawana corocznie autorom wyjątkowych opowiadań.
W Polsce w latach 80. XX w. jego opowiadania opublikowały Wydawnictwa Iskry pt. Opowiadania, a następnie w wersji skróconej pt. Pamiętnik żółtego psa